# Marie Knaislová-Žilanová
Marie Knaislová-Žilanová (19. dubna 1918 – 12. března 1993) byla účastnice druhého československého odboje, která pomáhala československým parašutistům při akci Canonbury.

## Podpora parašutistů
Od roku 1935 a  v průběhu druhé světové války pracovala jako prodavačka v plzeňském obchodě s textilem Vojtěcha Kučery, jeho dcera Věra Kučerová byla její nejlepší kamarádkou. Na počátku dubna 1942 jí pan Kučera požádal o ubytování známého, který potřebuje v Plzni přespat několik dní. Pan Kučera přivedl milého chlapíka, který se představil jako Otta Jardů, ale ve skutečnosti šlo o Jana Kubiše, parašutistu nasazeného v operaci Anthropoid. V článku zabývajícím se vztahem Kubiše k ženám je zmíněno, že Kubiš se s Marií Žilanovou setkal již lednu v době nuceného pobytu v Plzni. Marie Žilanová se s parašutisty rychle spřátelila. Spolu s Věrou Kučerovou, Helenou Královou a dalšími mladými lidmi je vodili po Plzni, aby se v dosud nenavštíveném městě dokázali orientovat, výhodou byla i nenápadnost parašutistů v doprovodu dívek. S Věrou Kučerovou se s Kubišem a Jozefem Gabčíkem scházely v restauraci Tivoli, kterou jako svůj klub používal wehrmacht.
V pátek 24. dubna 1942 se M. Žilanová s Kubišem, Gabčíkem, Josefem Valčíkem (Silver A), Adolfem Opálkou (Out Distance), Karlem Čurdou (Out Distance) a dalšími zúčastnila průzkumu terénu a organizování příprav leteckého útoku na plzeňskou Škodovku v rámci operace Canonbury. Parašutisté měli rozdělat ohně, aby ulehčili pilotům bombardérů RAF orientaci během nočního útoku nad zatemněným městem. V noci z 25. na 26. dubna 1942 se Marie Žilanová s Kubišem a Valčíkem podílela na zapálení velkého stohu slámy severně od Goldscheidrovy továrny, aby jím vyznačili jižní okraj areálu Škodových závodů. Jan Kubiš u Marie Žilanové tu noc přespal a druhý den odjel z Plzně.

## Vztah s Kubišem
Marie Žilanová a Jan Kubiš spolu navázali vztah, není však jistá jeho vážnost i s ohledem na následnou Kubišovu známost s Marii Kovárníkovou v Praze. Při odjezdu z Plzně si Kubiš nechal od Marie napsat adresu na okraj rodokapsu. Později napsal Marii dopis začínající Milá Máničko, ve kterém se omluvil za prodlevu ve psaní a přiznal, že na ni myslel každým dnem. Dopis je dokladem Kubišova zájmu o Marii a jejich určitého vztahu. Jan Kubiš dopis odeslal 12. května 1942 z vinohradské pošty v Moravské ulici na adresu rodičů Marie v Chomli. Je posledním dopisem, který před svou smrtí někomu poslal. Později ještě poslal Marii pohled s textem „Myslím na Tebe stále, Máničko…“, který se ale nedochoval, protože pozdější manžel M. Žilanové ho z žárlivosti spálil.
V knize Atentát na Reinharda Heydricha spisovatele Miroslava Ivanova paní Knaislová-Žilanová vzpomínala, že byla s Kubišem a Gabčíkem dvakrát v Chomli u rodičů. S Kubišem si rozuměli a jejich vztah údajně nebyl tajemstvím. Při odjezdu do Prahy po operaci Canonbury jí řekl, „že jednou – až bude po válce – s ním pojedu na Moravu, aby mne představil jako svou nevěstu. Slíbili jsme si, že se vezmeme.“

## Heydrichiáda
Jana Kubiše viděla Marie Žilová až při heydrichiádě na fotografiích v novinách po atentátu – mrtvého a s pravým jménem. Tříčlenná rodina Kučerových, která výsadkářům v Plzni pomáhala, byla 17. června 1942 zatčena gestapem. Její zaměstnavatel Vojtěch Kučera, manželka Marie a dcera Věra při krutých výsleších o podílu Marie mlčeli a neprozradili ji. Pomohlo také, že ji po příchodu parašutistů Vojtěch Kučera policejně odhlásil z rodiny. Rodina Kučerových byla popravena zastřelením v Mauthausenu 24. října 1942.

## Spolupráce s historiky

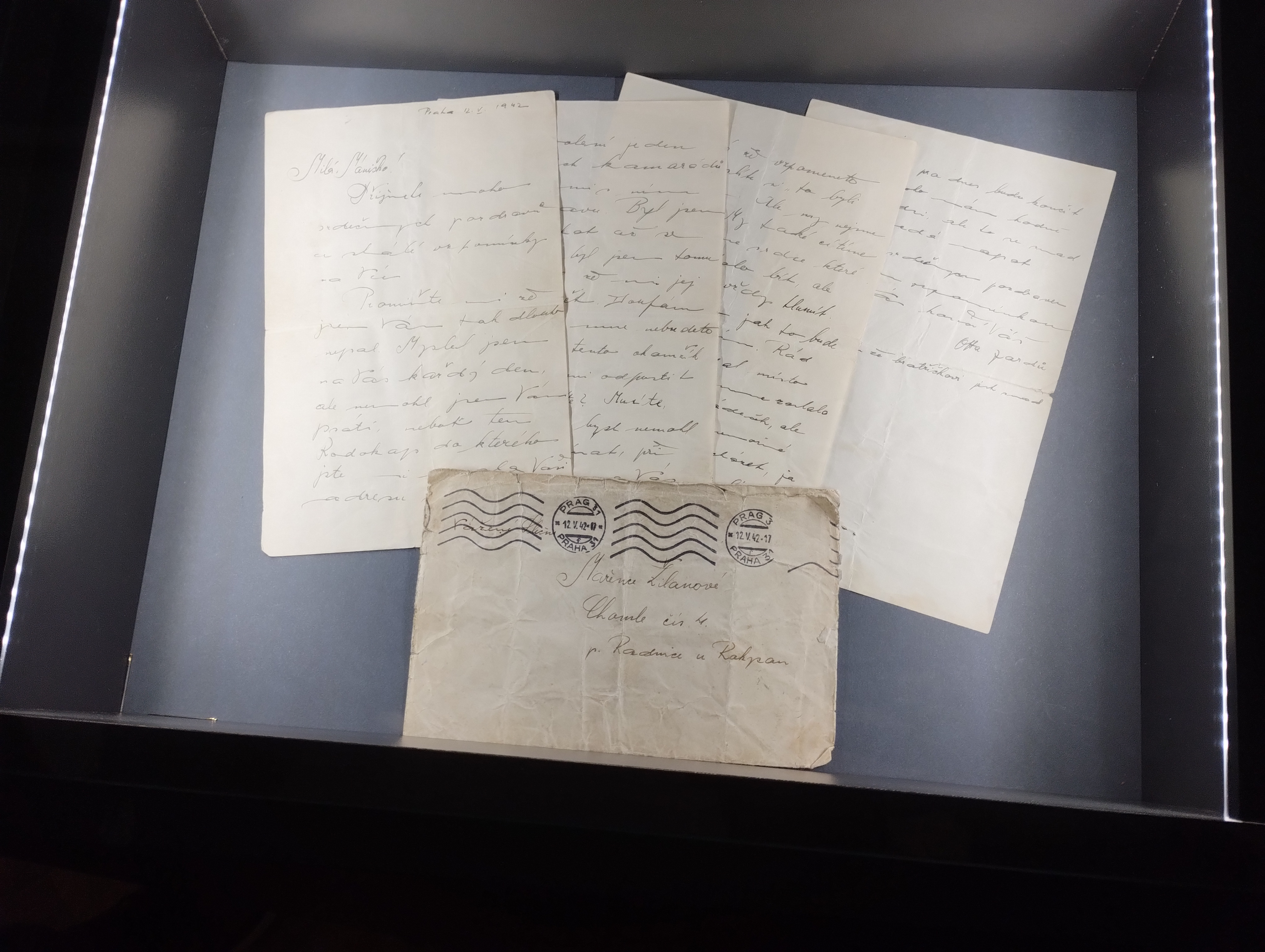
Vystavený originál dopisu Jana Kubiše 24. května 2025

Marie Žilanová přežila druhou světovou válku a zůstala tak jednou z mála svědkyní a účastnic činnosti skupiny Anthropoid. Po válce se provdala za pana Kneisla, který ze žárlivosti spálil v kamnech zmíněný pohled od Kubiše. Kubišův dopis schovávala jako cennou památku, ale veřejně o Janu Kubišovi napsala poprvé až v roce 1988 na stránkách Hlasu revoluce, novin Československého svazu protifašistických bojovníků. Na základě článku ji kontaktoval historik Jaroslav Čvančara a společně prošli místy, kde doprovázela Kubiše či kde zapálili stoh. Dále si dopisovali a po Sametové revoluci Kubišův dopis Čvančarovi věnovala, aby byl zachován pro historiky. Originál dopisu má v současnosti Památník národního útlaku a odboje v Panenských Břežanech a vystavuje ho pouze na "Den Jana Kubiše", který se koná vždy koncem května (nejbližší sobota k výročí útoku na R. Heydricha).